# Новый сад (Потсдам)
Новый сад в Потсдаме (нем. Neuer Garten) — парковая зона площадью в 102,5 га, расположенная на севере города. Парк граничит со Святым озером и озером Юнгфернзее. В 1787 году разбить на этом месте «новый сад» приказал король Фридрих Вильгельм II.

## История
Ещё будучи кронпринцем Фридрих Вильгельм II приобрёл этот земельный участок на Святом озере у одного купца, а со временем увеличил территорию за счёт прилегающих фруктовых садов и виноградников. Работы в парке начались спустя год после вступления кронпринца на престол. Парк в соответствии с духом времени был призван отражать современные взгляды на садовую архитектуру и отличаться от старомодных барочных декоративных и утилитарных садов Фридриха Великого в Сан-Суси.
Король побывал в маленьком княжестве Ангальт-Дессау и был знаком с садами Вёрлица. Этой самый первый и самый крупный ландшафтный парк по английскому образцу на европейском континенте соответствовал его идеалам в садовом искусстве. Воплощение этих идеалов в жизнь было поручено вёрлицкому садовнику Иоганну Августу Эйзербеку.

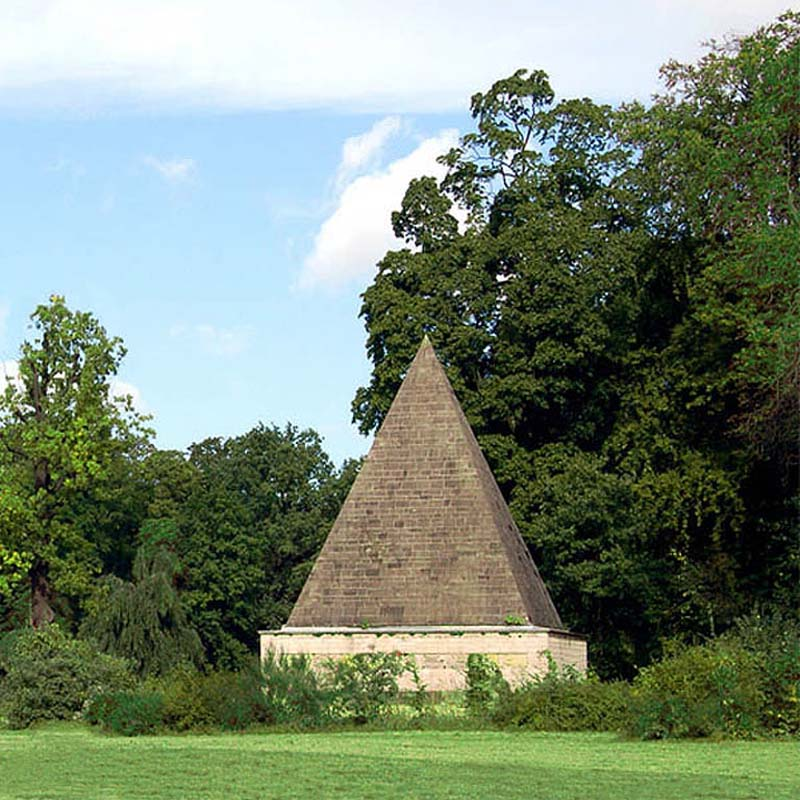
Ледник в форме пирамиды в Новом саду

В отличие от многочисленных английских ландшафтных садов XIX века, основными элементами которых выступали деревья, луга и вода, в садах, выполненных по английскому образцу в XVIII веке, выделялись относительно обособленные зоны, украшенные небольшими объектами садовой архитектуры. Имитирующее природу оформление подчёркивало пейзажный характер. Деревья и кустарники должны были выглядеть естественно в своей форме.
Сельская жизнь вновь привлекла к себе внимание. Пасущиеся коровы вписывались в картину Нового сада, полученное молоко перерабатывалось в масло и сыр в молочном хозяйстве, расположенном в северной части парка. До настоящего времени сохранились построенные ещё до появления сада и включённые в его проект садовые домики. Они носят название по своим цветам: Белый, Коричневый, Красный и Зелёный дома.
В 1816 году, ещё в должности подмастерья, в Потсдам прибыл Петер Йозеф Ленне. Ему было поручено привести в порядок одичавший сад. Сохранив некоторые участки, Ленне создал из Нового сада английский парк с большими садовыми пространствами, лугами и широкими дорожками, но прежде всего обеспечил парк великолепными видами на остров Пфауэнинзель, дворец Глиникке, Бабельсберг и Закров.

## Сооружения в Новом саду

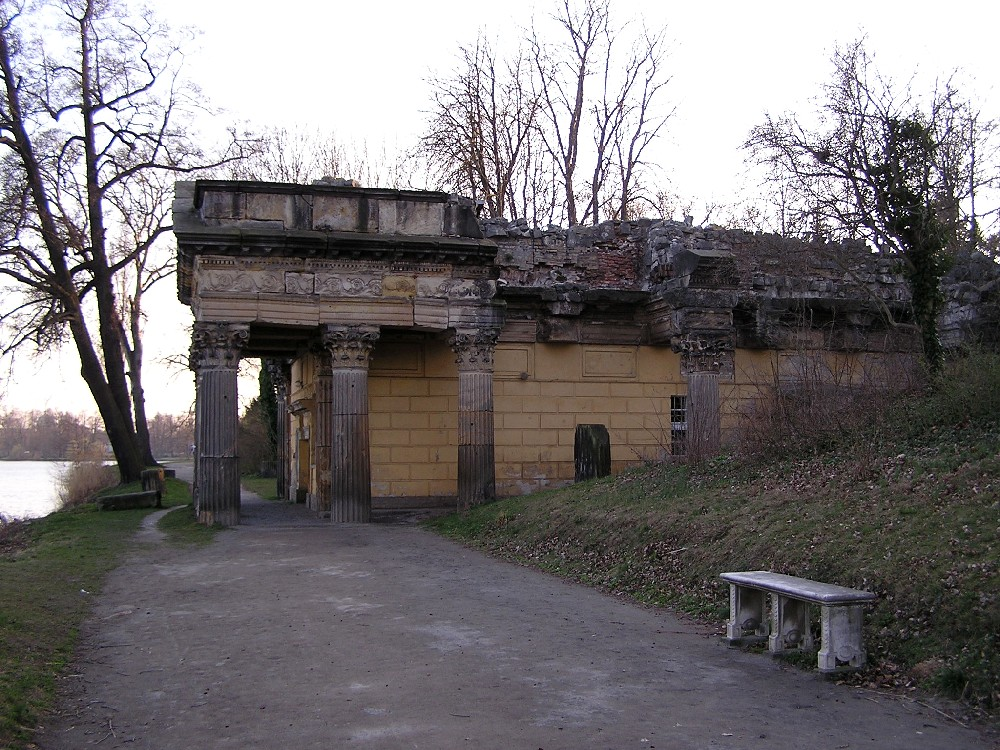
Здание дворцовой кухни в виде храмовых развалин

При короле Фридрихе Вильгельме II в 1787—1793 годах в Новом саду были построены:
- Мраморный дворец
- Дворцовая кухня в форме храмовых развалин
- Оранжерея
- Готическая библиотека
- пирамида
- молочная ферма
- ракушечный грот
- дома в голландском стиле
- эрмитаж на Юнгфернзее

При кайзере Вильгельме II в 1914—1917 годах для кронпринца Вильгельма:
- дворец Цецилиенхоф